# Euroliga de hockey hierba 2017–18
La Euroliga de hockey hierba 2017–18  (en inglés: Euro Hockey League, EHL) es la undécima edición de esta competición.
La primera fase se disputó entre el 6 y el 8 de octubre de 2017 en Barcelona. Las dos siguientes eliminatorias (KO16 y KO8) se disputaron del 30 de marzo al 2 de abril de 2018 en Róterdam. La final a cuatro tuyo lugar los días 26 y 27 de mayo de 2018 en Bloemendaal.

## Sistema de competición
Toman parte en el torneo 24 clubes de acuerdo al ranking EHL. La mitad disputan la fase previa de grupos; los otros 12 acceden directamente a la fase final.
Los 12 equipos participantes en la fase previa de la competición se reparten en cuatro grupos de tres equipos, enfrentándose según un sistema de liguilla, a partido único. En función del resultado de cada partido obtienen las siguientes puntuaciones: 5 puntos por victoria, dos puntos por empate, un punto por una derrota por dos o menos goles de diferencia y cero puntos en caso de una derrota mayor. En función de las puntuaciones obtenidas, los primeros clasificados de cada grupo —en total 4 equipos— obtienen el pase a la fase final.
La fase final se disputa según un sistema de eliminación directa, a partido único, hasta decidir el campeón.

## Equipos participantes
Toman parte en el torneo 24 clubes, en representación de las 12 federaciones de la Federación Europea de Hockey con mejor ranking EHL. Los cupos para designar los 24 representantes se reparten del siguiente modo:
- Países entre el 1.º y 4.º puesto del EHF Club Ranking: 3 plazas (total 12 clubes)
- Países entre el 5.º y 8.º puesto del EHF Club Ranking: 2 plazas (total 6 clubes)
- Países entre el 8.º y 12.º puesto del EHF Club Ranking: 1 plaza (total 6 clubes)

Respecto a la temporada anterior, la federación rusa gana un cupo, en detrimento de la polaca, e Italia pierde a su representante, en beneficio de Austria. Entre los 24 participantes hay un único debutante, el club belga Herakles.
| Plazas | País (ranking EHL) | Equipos participantes   | Equipos participantes           |
| Plazas | País (ranking EHL) | Disputan la fase previa | Aceso directo a KO16            |
| 3      | 1. Países Bajos    | HC Bloemendaal          | SV Kampong, HC Rotterdam        |
| 3      | 2. Alemania        | Uhlenhorster HC         | Mannheimer HC, Rot-Weiss Köln   |
| 3      | 3. Bélgica         | Racing Club Bruxelles   | KHC Dragons , Royal Herakles HC |
| 3      | 4. España          | Club Egara              | Atlètic Terrassa, RC Polo       |
| 2      | 5. Inglaterra      | Wimbledon HC            | Holcombe HC                     |
| 2      | 6. Irlanda         | Banbridge HC            | Three Rock Rovers HC            |
| 2      | 7. Francia         | Saint-Germain HC        | Racing Club de France           |
| 2      | 8. Rusia           | Dinamo Elektrostal      | HC Dinamo Kazan                 |
| 1      | 9. Escocia         | Kelburne HC             | -                               |
| 1      | 10. Polonia        | WKS Grunwald Poznan     | -                               |
| 1      | 11. Austria        | SV Arminen Wien         | -                               |
| 1      | 12. Gales          | Cardiff & Met HC        | -                               |

Las banderas representan a las federaciones nacionales. En el Reino Unido, Inglaterra, Escocia y Gales cuentan con sus propias federaciones, aunque los clubes galeses disputan las competiciones domésticas inglesas. La Irish Hockey Association aglutina a los equipos de toda de la Isla de Irlanda.
Los equipos de países con ranking inferior participan en el resto de competiciones organizadas por la Federación Europea de Hockey: el Euro Hockey Trophy y el Euro Hockey Challenge (dividido a su vez en distintas divisiones).

## Fase previa
Se disputó entre el 6 y el 8 de octubre de 2017 en el Estadio Pau Negre de Barcelona, España.

### Grupo A
| Equipo         | J | G | E | P | GF | GC | Pts |
| -------------- | - | - | - | - | -- | -- | --- |
| HC Bloemendaal | 2 | 2 | 0 | 0 | 19 | 2  | 10  |
| Wimbledon HC   | 2 | 1 | 0 | 1 | 9  | 4  | 5   |
| SV Arminen     | 2 | 0 | 0 | 2 | 2  | 24 | 0   |

### Grupo B
| Equipo             | J | G | E | P | GF | GC | Pts |
| ------------------ | - | - | - | - | -- | -- | --- |
| Uhlenhorst Mülheim | 2 | 1 | 1 | 0 | 13 | 3  | 7   |
| Dinamo Elektrostal | 2 | 1 | 1 | 0 | 14 | 5  | 7   |
| Cardiff & Met      | 2 | 0 | 0 | 2 | 2  | 21 | 0   |

### Grupo C
| Equipo                | J | G | E | P | GF | GC | Pts |
| --------------------- | - | - | - | - | -- | -- | --- |
| Racing Club Bruxelles | 2 | 2 | 0 | 0 | 12 | 4  | 10  |
| AZS Poznań            | 2 | 1 | 0 | 1 | 8  | 6  | 5   |
| Banbridge HC          | 2 | 0 | 0 | 2 | 2  | 12 | 0   |

### Grupo D
| Equipo           | J | G | E | P | GF | GC | Pts |
| ---------------- | - | - | - | - | -- | -- | --- |
| Saint-Germain HC | 2 | 2 | 0 | 0 | 7  | 4  | 10  |
| Club Egara       | 2 | 1 | 0 | 1 | 13 | 7  | 6   |
| Kelburne HC      | 2 | 0 | 0 | 2 | 1  | 10 | 1   |

## Fase final
Las partidos de octavos y cuartos de final se disputaron entre el 30 de marzo al 2 de abril de 2018 en Róterdam, Países Bajos. La final a cuatro tendrá lugar los días 26 y 27 de mayo de 2018 en Bloemendaal, Países Bajos.
|  | Octavos de final   | Octavos de final |                  |                    | Cuartos de final | Cuartos de final |  |                | Semifinales | Semifinales |          |              | Final        | Final      |  |
|  | 30 y 31 de marzo   | 30 y 31 de marzo |                  |                    | 1 y 2 de abril   | 1 y 2 de abril   |  |                | 26 de mayo  | 26 de mayo  |          |              | 27 de mayo   | 27 de mayo |  |
|  |                    |                  |                  |                    |                  |                  |  |                |             |             |          |              |              |            |  |
|  |                    |                  |                  |                    |                  |                  |  |                |             |             |          |              |              |            |  |
|  | SV Kampong         | 1                |                  |                    |                  |                  |  |                |             |             |          |              |              |            |  |
|  | SV Kampong         | 1                |                  |                    |                  |                  |  |                |             |             |          |              |              |            |  |
|  | Rot-Weiss Köln     | 0                |                  |                    |                  |                  |  |                |             |             |          |              |              |            |  |
|  | Rot-Weiss Köln     | 0                |                  | SV Kampong         | 4                |                  |  |                |             |             |          |              |              |            |  |
|  |                    |                  |                  | SV Kampong         | 4                |                  |  |                |             |             |          |              |              |            |  |
|  |                    |                  | RC Bruxelles     | 1                  |                  |                  |  |                |             |             |          |              |              |            |  |
|  | RC Bruxelles       | 9                | RC Bruxelles     | 1                  |                  |                  |  |                |             |             |          |              |              |            |  |
|  | RC Bruxelles       | 9                |                  |                    |                  |                  |  |                |             |             |          |              |              |            |  |
|  | Dinamo Kazan       | 0                |                  |                    |                  |                  |  |                |             |             |          |              |              |            |  |
|  | Dinamo Kazan       | 0                |                  |                    |                  |                  |  | SV Kampong     | 6           |             |          |              |              |            |  |
|  |                    |                  |                  |                    |                  |                  |  | SV Kampong     | 6           |             |          |              |              |            |  |
|  |                    |                  | Herakles         | 2                  |                  |                  |  |                |             |             |          |              |              |            |  |
|  | Holcombe HC        | 4                | Herakles         | 2                  |                  |                  |  |                |             |             |          |              |              |            |  |
|  | Holcombe HC        | 4                |                  |                    |                  |                  |  |                |             |             |          |              |              |            |  |
|  | Real Club de Polo  | 7                |                  |                    |                  |                  |  |                |             |             |          |              |              |            |  |
|  | Real Club de Polo  | 7                |                  | Real Club de Polo  | 1(6)             |                  |  |                |             |             |          |              |              |            |  |
|  |                    |                  |                  | Real Club de Polo  | 1(6)             |                  |  |                |             |             |          |              |              |            |  |
|  |                    |                  | Herakles         | 1(7)               |                  |                  |  |                |             |             |          |              |              |            |  |
|  | Herakles           | 4                | Herakles         | 1(7)               |                  |                  |  |                |             |             |          |              |              |            |  |
|  | Herakles           | 4                |                  |                    |                  |                  |  |                |             |             |          |              |              |            |  |
|  | Atlètic Terrassa   | 2                |                  |                    |                  |                  |  |                |             |             |          |              |              |            |  |
|  | Atlètic Terrassa   | 2                |                  |                    |                  |                  |  |                |             |             |          | SV Kampong   | 2            |            |  |
|  |                    |                  |                  |                    |                  |                  |  |                |             |             |          | SV Kampong   | 2            |            |  |
|  |                    |                  | HC Bloemendaal   | 8                  |                  |                  |  |                |             |             |          |              |              |            |  |
|  | KHC Dragons        | 0                | HC Bloemendaal   | 8                  |                  |                  |  |                |             |             |          |              |              |            |  |
|  | KHC Dragons        | 0                |                  |                    |                  |                  |  |                |             |             |          |              |              |            |  |
|  | HC Bloemendaal     | 8                |                  |                    |                  |                  |  |                |             |             |          |              |              |            |  |
|  | HC Bloemendaal     | 8                |                  | HC Bloemendaal     | 8                |                  |  |                |             |             |          |              |              |            |  |
|  |                    |                  |                  | HC Bloemendaal     | 8                |                  |  |                |             |             |          |              |              |            |  |
|  |                    |                  | Saint-Germain HC | 0                  |                  |                  |  |                |             |             |          |              |              |            |  |
|  | Saint-Germain HC   | 3                | Saint-Germain HC | 0                  |                  |                  |  |                |             |             |          |              |              |            |  |
|  | Saint-Germain HC   | 3                |                  |                    |                  |                  |  |                |             |             |          |              |              |            |  |
|  | Three Rock Rovers  | 2                |                  |                    |                  |                  |  |                |             |             |          |              |              |            |  |
|  | Three Rock Rovers  | 2                |                  |                    |                  |                  |  | HC Bloemendaal | 6           |             |          |              |              |            |  |
|  |                    |                  |                  |                    |                  |                  |  | HC Bloemendaal | 6           |             |          |              |              |            |  |
|  |                    |                  | HC Rotterdam     | 0                  |                  |                  |  |                |             |             |          |              |              |            |  |
|  | RC France          | 0                | HC Rotterdam     | 0                  |                  |                  |  |                |             |             |          |              |              |            |  |
|  | RC France          | 0                |                  |                    |                  |                  |  |                |             |             |          |              |              |            |  |
|  | Uhlenhorst Mülheim | 3                |                  |                    |                  |                  |  |                |             |             |          |              |              |            |  |
|  | Uhlenhorst Mülheim | 3                |                  | Uhlenhorst Mülheim | 1                |                  |  |                |             |             |          | Tercer lugar | Tercer lugar |            |  |
|  |                    |                  |                  | Uhlenhorst Mülheim | 1                |                  |  |                |             |             |          | Tercer lugar | Tercer lugar |            |  |
|  |                    |                  | HC Rotterdam     | 13                 |                  |                  |  |                |             |             |          |              |              |            |  |
|  | HC Rotterdam       | 4(5)             | HC Rotterdam     | 13                 |                  |                  |  |                |             |             | Herakles | 4            |              |            |  |
|  | HC Rotterdam       | 4(5)             |                  |                    |                  |                  |  |                |             |             | Herakles | 4            |              |            |  |
|  | Mannheimer HC      | 4(4)             |                  |                    |                  |                  |  |                |             |             |          |              | HC Rotterdam | 5          |  |
|  | Mannheimer HC      | 4(4)             |                  |                    |                  |                  |  |                |             |             |          |              | HC Rotterdam | 5          |  |
|  |                    |                  |                  |                    |                  |                  |  |                |             |             |          |              |              |            |  |

|                             |
| Campeón                     |
| Bandera de los Países Bajos |
| HC Bloemendaal              |
| 5.º título                  |